# Кохун, Патрик
Патрик Кохун (англ. Patrick Colquhoun; 14.03.1745—25.04.1820) — британский экономист, купец, основатель и первый председатель старейшей торговой палаты Великобритании в Глазго в 1783 году, создатель превентивной полиции.

## Биография
Родился 14 марта 1745 года в Дамбартон. Потомок шотландского клана Кохун из Лусс. В возрасте 16 лет отправился в штат Вирджиния (США), где занимался торговлей.
Затем вернулся в Глазго (Шотландию), где разбогател на торговле табаком и хлопком. В 1782 году он построил Келвингров-Хаус. Кохун был лорд-провост Глазго в 1782—1784 годах. В 1789 году он переехал в Лондон, где стал магистратом и опубликовал брошюры по ряду социальных вопросов.
В 1797 году был удостоен почетным званием доктором литературы от Университета Глазго.
Память
Кохун лекции по бизнес-истории в Университете Глазго названы в честь его имени.

## Вклад в науку
Полиция
В 1798 году Кохун организовал для борьбы с воровством на реке Темзе первое регулярное подразделение, члены которого были вооружены и подчинялись централизованному командованию. Речная полиция считается предвестницей Закона о столичной полиции 1829 года, по которому была создана лондонская полиция.
Обучение бедноты
Патрик Кохун организовывал обучения детей бедняков за счет государства, но с оговоркой, что он не предлагает обучать их так, чтобы их развитие превысило уровень, соответствующий предназначенному им в обществе месту, иначе те, кому суждено заниматься тяжелым трудом и занимать низшее положение, будут чувствовать себя ущемленными.
Промышленная революция
Кохун описывал промышленное развитие Англии следующим образом: «Невозможно без изумленного восхищения наблюдать за развитием британской промышленности в последние тридцать лет. Его скорость, особенно после начала французской революционной войны, кажется невероятной. Усовершенствование паровых двигателей, но прежде всего — новые возможности, открывшиеся перед шерстяными и хлопчатобумажными мануфактурами с изобретением новых машин, возможным благодаря поддержке капитала и росту мастерства, превосходят самые смелые ожидания».
Борьба с проституцией
Кохун один из первых предложил, что уничтожить проституцию «настолько же трудно, насколько трудно остановить накатывающую волну, то есть невозможно»; куда лучше установить «благоразумное и осторожное» наблюдение за торговлей телом, используя помощь полиции. Точка зрения Кохуна получила достаточно широкое одобрение в обществе, и в 1860-е годы были изданы «Акты о заразных заболеваниях», в которых устанавливалась государственная регистрация и контроль за проститутками.